# Bertramsmühle
Bertramsmühle ist eine Hofschaft in der bergischen Großstadt Solingen. Sie geht auf eine dort befindliche Wassermühle zurück.:7

## Lage und Beschreibung
Bertramsmühle befindet sich abseits städtischer Bebauung in der Mitte des Solinger Stadtbezirks Burg/Höhscheid. Der Ort liegt im Tal des Bertramsmühler Bachs zwischen Hästen im Westen und Dorperhof im Osten, die beide auf Höhenzügen oberhalb des Bachtals liegen. Die Hofschaft ist über den Meisenburger Weg vom Pfaffenberger Weg aus zu erreichen, darüber hinaus ist der Ort von Wanderwegen durch das Bertramsmühler Bachtal erschlossen. Ein im Ort erhaltenes historisches Fachwerkhaus steht heute unter Denkmalschutz.
Benachbarte Orte sind bzw. waren (von Nord nach West): Wieden, Dorperhof, Birken, Steinsiepen, Petersmühle, III. Hästen, Scharfhausen, II. und I. Hästen, Meisenburg und Dornsiepen.

## Etymologie
Die Ortsbezeichnung geht auf den Familiennamen Bertram zurück.

## Geschichte
Die namensgebende Bertramsmühle hat laut dem Solinger Stadthistoriker Heinz Rosenthal bereits im 15. Jahrhundert bestanden. Sie wurde erstmals im Zehntverzeichnis der Abtei Altenberg von 1488 als Gysenmoillen  urkundlich erwähnt.:7 Aus der Mühle ging später eine Hofschaft hervor. In dem Kartenwerk Topographia Ducatus Montani von Erich Philipp Ploennies, Blatt Amt Solingen, aus dem Jahre 1715 ist der Ort mit einer Hofstelle verzeichnet und als bertramsmühl benannt. Der Ort wurde in den Registern der Honschaft Dorp geführt. Die Topographische Aufnahme der Rheinlande von 1824 verzeichnet den Ort unbenannt als Standort einer Wassermühle. In der Preußischen Uraufnahme von 1844 ist der Ort als BertramsM. benannt. In der Topographischen Karte des Regierungsbezirks Düsseldorf von 1871 ist der Ort hingegen nicht verzeichnet.
Nach Gründung der Mairien und späteren Bürgermeistereien Anfang des 19. Jahrhunderts gehörte der Ort zur Bürgermeisterei Dorp, die 1856 das Stadtrecht erhielt. Die Bürgermeisterei beziehungsweise Stadt Dorp wurde nach Beschluss der Dorper Stadtverordneten zum 1. Januar 1889 mit der Stadt Solingen vereinigt. Damit wurde Bertramsmühle ein Ortsteil Solingens.
Seit dem Jahre 1984 ist das historische Fachwerkhaus Bertramsmühle 5, 7 in die Solinger Denkmalliste eingetragen. Das ehemalige Mühlgebäude ist ebenfalls noch vorhanden, es handelt sich um ein großes, zweigeschossiges Steinhaus mit Teilverschieferung und hohem Mansarddach, das Gebäude Bertramsmühle 1, 3.